# Arend Stindt
Arend Stindt (* im 16. Jahrhundert in Oldenburg; † 11. August 1651 in Zwischenahn) war ein deutscher Deichbauer und Landvogt.

## Leben

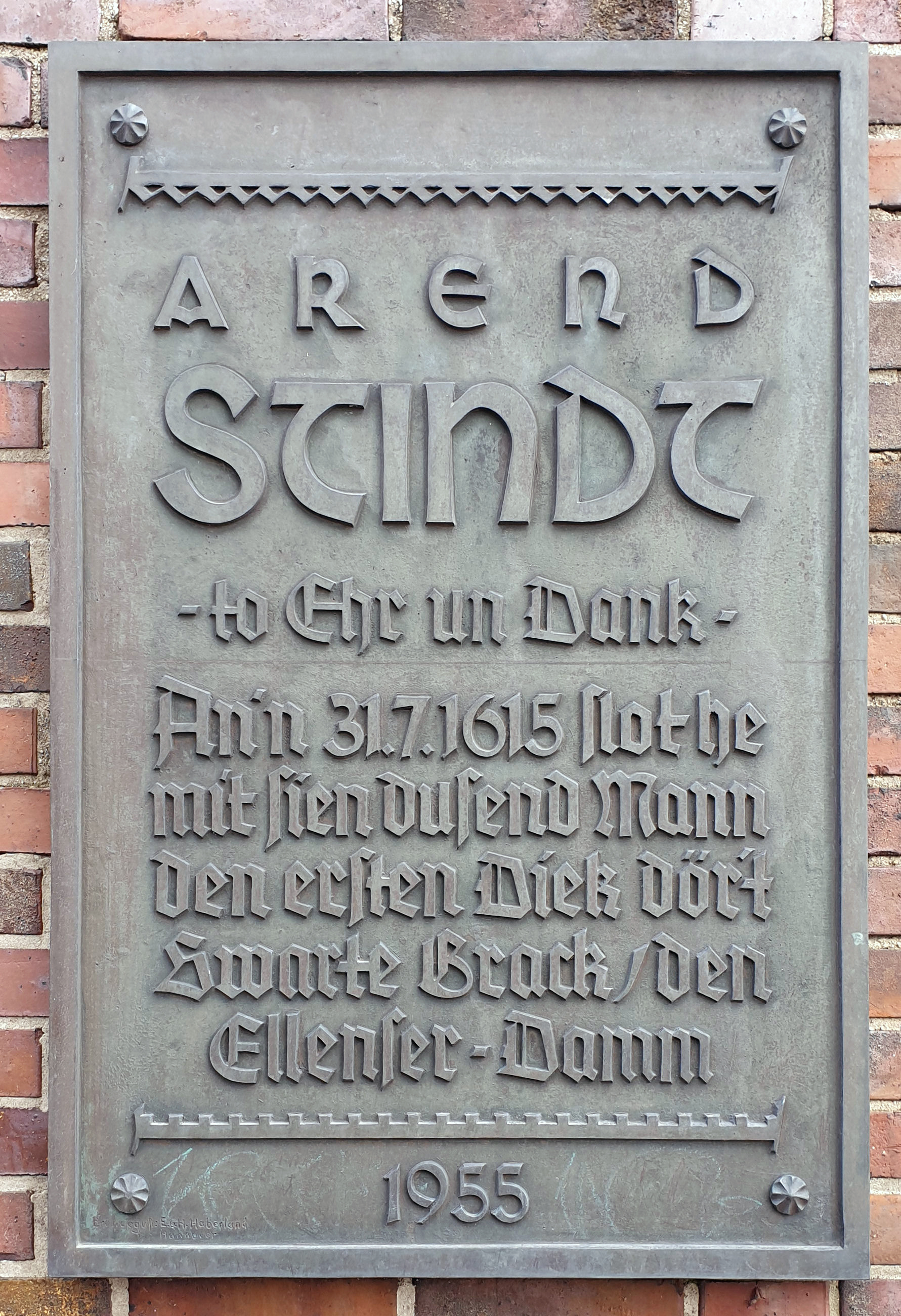
Gedenktafel am Hafen Dangast, in Varel

Über Stindts Eltern, Kindheit und Jugend ist nichts bekannt. Er wird erstmals 1594 bezüglich Eindeichungsarbeiten am Wapelersiel bei Schwei erwähnt, die ihm von dem Oldenburger Grafen Johann VII., der seinerseits als Deichbauer bekannt war, übertragen wurden. Später war er Amtmann in Neuenburg und begann in dieser Funktion mit dem Deichbau bei Ellens, um das 1362 bei der Zweiten Marcellusflut entstandene und 1511 durch die Antoniflut noch vergrößerte Schwarze Brack zu schließen. Im Gegensatz zu vorherigen Versuchen, die gescheitert waren, wendete Stindt hierbei eine neue Technik mit mehreren, etwa 30 × 6 m großen Senkstücke für die Schließung der ca. 30 m breiten Balge. Auf diese Weise gelang es, am 31. Juli 1615 innerhalb einer Tide mit dem Ellenser Damm eine direkte Landverbindung zwischen Oldenburg und dem Jeverland herzustellen. Eine 1955 an einem der Türme des Dangaster Sieles angebrachte Gedenktafel ehrt Stindts Leistung.
Seinerzeit erhielt Stindt allerdings für seine Arbeit keine Entlohnung und musste später sogar mit einer Bittschrift um eine kleine Pension auf seine Verdienste um den Deichbau hinzuweisen. Etwa 1620 wurde Stindt dann von Johanns VII. Nachfolger Graf Anton Günther als Vogt von Zwischenahn und Edewecht eingesetzt. Während des Dreißigjährigen Krieges war dieses Gebiet besonders gefährdet und Stindt wurden darüber hinaus auch noch das Deichwesen der ganzen Grafschaft Oldenburg anvertraut. In dieser Funktion leitete er auch 1635 die Arbeiten beim Hayenschlot.

## Familie
Stindt heiratete zweimal, wobei der Name seiner ersten Ehefrau unbekannt ist. Aus dieser Ehe stammt die Tochter Rebecca (1600–1667), die 1620 Libori Wehlau (1595–1662), Edlen und erbgesessenen Junker zu Specken heiratete. 1622 heiratete Stindt dann in zweiter Ehe Margarete Wyttinges († 1668), die Tochter des Bürgermeisters von Friesoythe.